# Złamana strzała
Złamana strzała – amerykański western z 1950 roku na podstawie powieści Blood Brother Elliotta Arnolda.

## Obsada
- James Stewart – Tom Jeffords
- Jeff Chandler – Cochise
- Debra Paget – Sonseeahray (Gwiazda poranna)
- Basil Ruysdael – generał Oliver Howard
- Will Geer – Ben Slade
- Joyce Mackenzie – Terry
- Arthur Hunnicutt – Milt Duffield

## Fabuła
W II połowie XIX wieku dochodzi do krwawych konfliktów między Indianami a białymi osadnikami. Kapitan Tom Jeffords jest odpowiedzialny za szlak pocztowy biegnący przez Arizonę, gdzie znajdują się tereny Apaczów. Kiedy ginie jeden z kurierów, kapitan wyrusza na tereny Apaczów. Proponuje rozmowy w celu zażegnania konfliktów. W tym celu spotyka się z wodzem Apaczów – Cochisem. Tom zauważa, że Apacze tylko bronią się przed okrucieństwem osadników. Ostatecznie zostaje zawarte porozumienie, ale wielu nie chce go dotrzymać...

## Nagrody i nominacje
23. ceremonia wręczenia Oscarów
- Najlepszy scenariusz – Michael Blankfort (nominacja)
- Najlepsze zdjęcia – film kolorowy – Ernest Palmer (nominacja)
- Najlepszy aktor drugoplanowy – Jeff Chandler (nominacja)

8. ceremonia wręczenia Złotych Globów
- Najlepszy film promujący międzynarodowe zrozumienie
- Najlepsze zdjęcia – film kolorowy – Ernest Palmer (nominacja)